# La Boule de cristal (film, 1943)
Pour les articles homonymes, voir La Boule de cristal.
Pour plus de détails, voir Fiche technique et Distribution.
La Boule de cristal (The Crystal Ball) est un film américain en noir et blanc réalisé par Elliott Nugent, sorti en 1943.

## Synopsis
Toni Gerard arrive à New York sans ressources. Elle se lie d'amitié avec une diseuse de bonne aventure et s'intéresse à un avocat, Brad Cavanaugh, dont la riche petite amie est l'une des clientes de la diseuse de bonne aventure. Toni prend la relève en tant que diseuse de bonne aventure pour apprendre à connaître Brad et évincer sa petite amie.

## Fiche technique
- Titre : La Boule de cristal
- Titre original : The Crystal Ball
- Réalisation : Elliott Nugent
- Production : Buddy G. DeSylva (non crédité) et Richard Blumenthal (producteur associé)
- Société de production : Paramount Pictures
- Société de distribution : United Artists
- Scénario : Virginia Van Upp d'après une histoire de Steven Vas
- Photographie : Leo Tover
- Montage : Doane Harrison
- Musique : Victor Young
- Direction artistique : Roland Anderson et Hans Dreier
- Décors : George Sawley
- Costumes : Adrian et Edith Head
- Pays de production : États-Unis
- Format : noir et blanc - pellicule : 35 mm - image ! 1,37:1 - son : Mono (Western Electric Mirrophonic Recording)
- Genre : Comédie
- Durée : 81 min
- Dates de sortie : 
  - États-Unis : 22 janvier 1943 (première)
  - France : 25 mai 1948

## Distribution
- Ray Milland : Brad Cavanaugh
- Paulette Goddard : Toni Gerard
- Gladys George : Madame Zenobia
- Virginia Field : Jo Ainsley
- Cecil Kellaway : Pop Tibbets
- William Bendix : Biff Carter

Acteurs non crédités
- Yvonne De Carlo : secrétaire
- Fay Helm : secrétaire
- Mabel Paige : la dame avec le pékinois
- Nestor Paiva : Stukov